# Dipartimento di Dikodougou
Il dipartimento di Dikodougou è un dipartimento della Costa d'Avorio situato nella regione di Poro, distretto di Savanes.
La popolazione censita nel 2014 era pari a 80.578 abitanti.
Il dipartimento è suddiviso nelle sottoprefetture di Boron, Dikodougou e Guiembé.